# Stenopelmatus lessonae
Stenopelmatus lessonae är en insektsart som beskrevs av Griffini 1893. Stenopelmatus lessonae ingår i släktet Stenopelmatus och familjen Stenopelmatidae. Inga underarter finns listade i Catalogue of Life.